# Golden Globe Award för bästa manliga huvudroll – drama
Detta är en lista över vilka som har tilldelats en Golden Globe Award i klassen bästa manliga huvudroll - drama.

## 1940-talet
- 1943 - Paul Lukas för rollen som Kurt Muller i En dag skall komma
- 1944 - Alexander Knox för rollen som Woodrow Wilson i Wilson
- 1945 - Ray Milland för rollen som Don Birnam i Förspillda dagar
- 1946 - Gregory Peck för rollen som Penny Baxter i Hjortkalven
- 1947 - Ronald Colman för rollen som Anthony John i Dubbelliv
- 1948 - Laurence Olivier för rollen som Hamlet, prins av Danmark i Hamlet
- 1949 - Broderick Crawford för rollen som Willie Stark i Alla kungens män

## 1950-talet
- 1950 - José Ferrer för rollen som Cyrano de Bergerac i Cyrano de Bergerac - värjans mästare
- 1951 - Fredric March för rollen som Willy Loman i En handelsresandes död
- 1952 - Gary Cooper för rollen som Marshal Will Kane i Sheriffen
- 1953 - Spencer Tracy för rollen som Clinton Jones i Teatergalen
- 1954 - Marlon Brando för rollen som Terry Malloy i Storstadshamn
- 1955 - Ernest Borgnine för rollen som Marty Piletti i Marty
- 1956 - Kirk Douglas för rollen som Vincent van Gogh i Han som älskade livet
- 1957 - Alec Guinness för rollen som överste Nicholson i Bron över floden Kwai
- 1958 - David Niven för rollen som Major Pollock i Vid skilda bord
- 1959 - Anthony Franciosa för rollen som Sam Lawson i En man och hans karriär

## 1960-talet
- 1960 - Burt Lancaster för rollen som Elmer Gantry i Elmer Gantry
- 1961 - Maximilian Schell för rollen som Hans Rolfe i Dom i Nürnberg
- 1962 - Gregory Peck för rollen som Atticus Finch i Skuggor över Södern
- 1963 - Sidney Poitier för rollen som Homer Smith i Liljorna på marken
- 1964 - Peter O'Toole för rollen som Henrik II i Becket
- 1965 - Omar Sharif för rollen som Yuri Zhivago i Doktor Zjivago
- 1966 - Paul Scofield för rollen som Sir Thomas More i En man för alla tider
- 1967 - Rod Steiger för rollen som Bill Gillespie i I nattens hetta
- 1968 - Peter O'Toole för rollen som Henrik II i Så tuktas ett lejon
- 1969 - John Wayne för rollen som Rooster Cogburn i De sammanbitna

## 1970-talet
- 1970 - George C. Scott för rollen som general George S. Patton, Jr. i Patton – Pansargeneralen
- 1971 - Gene Hackman för rollen som Det. Jimmy "Popeye" Doyle i French Connection – Lagens våldsamma män
- 1972 - Marlon Brando för rollen som don Vito Corleone i Gudfadern
- 1973 - Al Pacino för rollen som Frank Serpico i Serpico
- 1974 - Jack Nicholson för rollen som J. J. Gittes i Chinatown
- 1975 - Jack Nicholson för rollen som Randle Patrick McMurphy i Gökboet
- 1976 - Peter Finch för rollen som Howard Beale i Network
- 1977 - Richard Burton för rollen som Dr. Martin Dysart i Equus
- 1978 - Jon Voight för rollen som Luke Martin i Hemkomsten
- 1979 - Dustin Hoffman för rollen som Ted Kramer i Kramer mot Kramer

## 1980-talet
- 1980 - Robert De Niro för rollen som Jake LaMotta i Tjuren från Bronx
- 1981 - Henry Fonda för rollen som Norman Thayer i Sista sommaren
- 1982 - Ben Kingsley för rollen som Mahatma Gandhi i Gandhi
- 1983 - Tom Courtenay för rollen som Norman i Påklädaren och Robert Duvall för rollen som Mac Sledge i På nåd och onåd
- 1984 - F. Murray Abraham för rollen som Antonio Salieri i Amadeus
- 1985 - Jon Voight för rollen som Oscar Manheim i Runaway Train
- 1986 - Bob Hoskins för rollen som George i Mona Lisa
- 1987 - Michael Douglas för rollen som Gordon Gekko i Wall Street
- 1988 - Dustin Hoffman för rollen som Raymond Babbitt i Rain Man
- 1989 - Tom Cruise för rollen som Ron Kovic i Född den fjärde juli

## 1990-talet
- 1990 - Jeremy Irons för rollen som Claus von Bülow i Mysteriet von Bülow
- 1991 - Nick Nolte för rollen som Tom Wingo i Tidvattnets furste
- 1992 - Al Pacino för rollen som Frank Slade i En kvinnas doft
- 1993 - Tom Hanks för rollen som Andrew Beckett i Philadelphia
- 1994 - Tom Hanks för rollen som Forrest Gump i Forrest Gump
- 1995 - Nicolas Cage för rollen som Ben Sanderson i Farväl Las Vegas
- 1996 - Geoffrey Rush för rollen som David Helfgott i Shine
- 1997 - Peter Fonda för rollen som Ulee Jackson i Ulee's Gold
- 1998 - Jim Carrey för rollen som Truman Burbank i Truman Show
- 1999 - Denzel Washington för rollen som Rubin Carter i The Hurricane

## 2000-talets första decennium
- 2000 - Tom Hanks för rollen som Chuck Noland i Cast Away
- 2001 - Russell Crowe för rollen som John Forbes Nash i A Beautiful Mind
- 2002 - Jack Nicholson för rollen som Warren Schmidt i About Schmidt
- 2003 - Sean Penn för rollen som Jimmy Markum i Mystic River
- 2004 - Leonardo DiCaprio för rollen som Howard Hughes i The Aviator
- 2005 - Philip Seymour Hoffman för rollen som Truman Capote i Capote
- 2006 - Forest Whitaker för rollen som Idi Amin i The Last King of Scotland
- 2007 - Daniel Day-Lewis för rollen som Daniel Plainview i There Will Be Blood
- 2008 - Mickey Rourke för rollen som Randy "The Ram" Robinson i The Wrestler
- 2009 - Jeff Bridges för rollen som Otis "Bad" Blake i Crazy Heart

## 2010-talet
- 2010 - Colin Firth för rollen som Kung Georg VI i The King's Speech
- 2011 - George Clooney för rollen som Matt King i The Descendants
- 2012 - Daniel Day-Lewis för rollen som Abraham Lincoln i Lincoln
- 2013 - Matthew McConaughey för rollen som Ron Woodroof i Dallas Buyers Club
- 2014 - Eddie Redmayne för rollen som Stephen Hawking i The Theory of Everything
- 2015 - Leonardo DiCaprio för rollen som Hugh Glass i The Revenant
- 2016 - Casey Affleck för rollen som Lee Chandler i Manchester by the Sea
- 2017 - Gary Oldman för rollen som Winston Churchill i Darkest Hour
- 2018 - Rami Malek för rollen som Freddie Mercury i filmen Bohemian Rhapsody
- 2019 - Joaquin Phoenix för rollen som Arthur Fleck/Jokern i filmen Joker

## 2020-talet
- 2020 - Chadwick Boseman (postumt) för rollen som Levee Green i filmen Ma Rainey's Black Bottom[1]
- 2021 - Will Smith för rollen som Richard Williams i filmen King Richard
- 2022 - Austin Butler för rollen som Elvis Presley i filmen Elvis
- 2023 - Cillian Murphy för rollen som Robert Oppenheimer i filmen Oppenheimer
- 2024 - Adrien Brody för rollen som László Tóth i filmen Brutalisten